# ココット (娼婦)

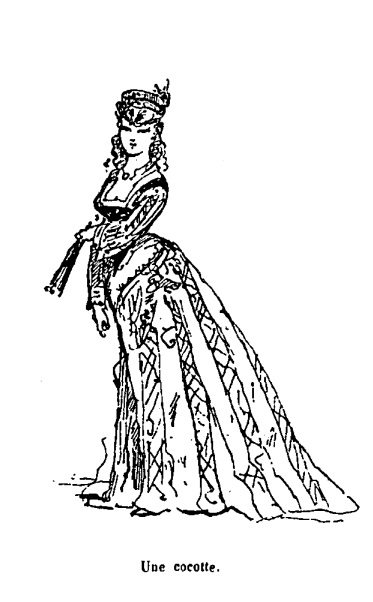
19世紀のイラストレーター、ベルタル のイラスト「ココット (Une cocotte)」。出典：La Comédie de notre temps : études au crayon et à la plume, Plon, Paris, vol. 2, 1875.

ココット（フランス語: cocotte）は、一般的にフランス語で折り紙(日本ではパックンチョ)の事。
フランス第二帝政期の高級娼婦で、それ以前であればクルチザンヌと呼ばれていたような存在であり、饗宴、宝石、邸宅などに贅沢な支出をして、しばしば金持ちのパトロンを破滅させたことで知られた。その後もこの言葉は使われ続け、特にベル・エポック期に使用された。
「ドゥミ・モンデーヌ」は、元々は娼婦に身を落とした女性たちの世界を指す言葉であったが、その後、様々な格の高級娼婦を意味するようになり、「Grandes Horizontales」とも表現された。
ココットたちを指す表現は、含意にばらつきもありながら様々なものがあり、danseuse（踊り子）、lorette（ロレット）、fille de noce（結婚式の娘）、grisette（グリセット）、fille de brasserie（ブラッスリーの娘）、buveuse（酒飲み女）、trotteuse（秒針）、pierreuse（石の女）、lionne（雌ライオン）などと称されることがあった。

## 歴史
有名なココットの例としては、ナポレオン公などと関係したコーラ・パール（1835年 - 1886年）や、カラジョルジェヴィチ家やポール・ブールジェなどと関係したローレ・ハイマン（Laure Hayman、1851年 - 1932年）などがある。パリに残る大邸宅の中にはココットたちのために建てられたものもあり、シャンゼリゼ通りに面したパイヴァ公爵夫人の館もその例である。
エミール・ゾラの小説『ナナ』は、恋に狂い、関わる男たちを破滅させるような、ココットたちの悲劇的な運命を描いている。庶民である女性たちの中には、ココットとなることは若いうちに富を得る手段であった。中には富を築くものもあったが、若くして悲惨な死を迎えるものいたし、サラ・ベルナールのように、ココットとなった後に人気女優になった者もいた。
「Sentir, puer la cocotte」（ココットのような香り）とは、格の低いココットが付けていそうな質の悪い香水のことを指す表現であり、「ココット (cocotte)」という言葉が含まれている。